# Krętolotek rdzawy
Krętolotek rdzawy (Cnipodectes superrufus) – gatunek ptaka z rodziny muchotyranikowatych (Pipromorphidae). Występuje w południowo-wschodnim Peru, północnej Boliwii i zachodniej Brazylii (tylko w stanie Acre). Monotypowy. Jego naturalnym środowiskiem są zarośla bambusowe w subtropikalnych i tropikalnych wilgotnych lasach. Został naukowo opisany jako nowy gatunek w 2007 r. Od 2009 r. IUCN klasyfikuje go jako gatunek narażony (VU – Vulnerable).
Długość 18,4–24 cm; masa ciała 35–42 g.